# Nypenrosa
Nypenrosa (Nyponrosen) är en dikt av Gustaf Fröding ur dikt- och kåserisamlingen Räggler å paschaser. Dikten ingår i samlingens andra del, som utkom 1897. 

## Analys
Nypenrosa är en kärleksdikt, skriven på värmländska. I dikten hyllas den enkla allmogeflickan Anna Lek, som liknas vid en daggfrisk och oskuldsfull nyponros invid en stuguvägg. Andra flickor framställs som falska och jämförs med förädlade trädgårdsrosor i en herrgårdspark. Bland Frödings kvinnogestalter representerar Anna Lek den okonstlade flickan av folket, i kontrast till de högreståndskvinnor han mötte på herrgårdarna och i de Värmländska borgarhem, där han själv umgicks som ung.
I Räggler å paschaser är Nypenrosa placerad mellan två kåserier där Anna Lek också spelar en stor roll: Når ja fridd te Anna Lek (När jag friade till Anna Lek) och Rammelbuljången i Backa. Av de två kåserierna framgår att Anna är dotter till den före detta soldaten Lek och att det är Annas fästman Agust Kallson som är diktens fiktiva författare. Agust Kallson var såväl Gustaf Frödings smeknamn i kamratkretsen och pseudonym i Karlstads-Tidningen, som den fattige torparpojken, som är aktör i flera av kåserierna i Räggler å paschaser.

## Tonsättningar
- Sven-Erik Magnussons tonsättning finns med på Sven-Ingvars album Sven-Ingvars i Frödingland från 1971.
- Björn Sandborgh har tonsatt dikten.

## Övrigt
Dikten har gett namn åt gatan Anna Leks väg i stadsdelen Kronoparken i Karlstad.